# 20mm-Flakvierling 38

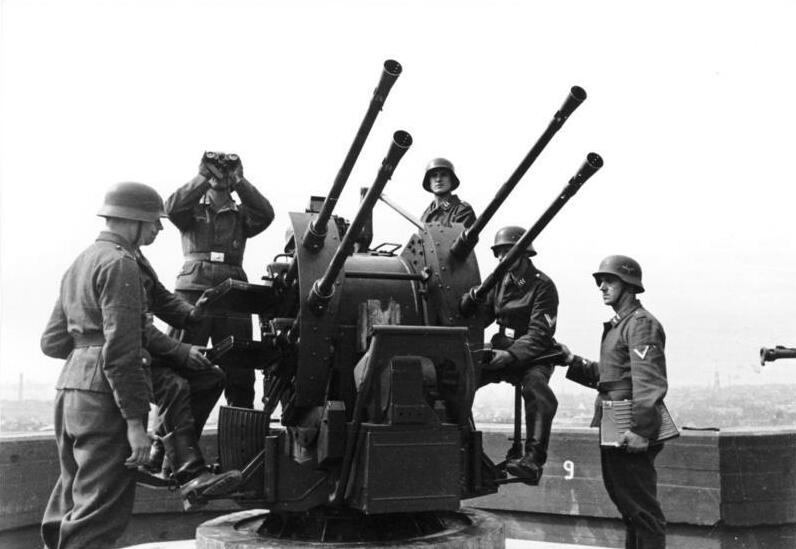
Flakvierling 38 met 20mm-kaliber

De 2-cm-Flak-Vierling 38 was Duits luchtafweergeschut tijdens de Tweede Wereldoorlog met de volgende kenmerken:
- gewicht 1.500 kg.
- traverse 360 graden.
- vier lopen
- stuksbemanning 5 à 6 man.
- vuursnelheid (voor alle vier de lopen gezamenlijk) theoretisch 1800 en praktisch 800 schoten/minuut.
- bereik 4.800 meter.
- aanvangssnelheid projectiel 930 m/s.

De hoge vuursnelheid en de brede traverse maakten het wapen ideaal in de strijd tegen snelle, laagvliegende vliegtuigen. Ook de tragere bommenwerpers die op hoogte vlogen, werden door deze Flak bestookt na te zijn aangestraald met behulp van schijnwerpers. Als meerdere schijnwerpers op een vliegtuig waren gericht, glinsterde het in de nachtelijke hemel en werd het een centraal doel voor luchtdoelgeschut (Duits: Flak = Flugzeugabwehrkanone). Zo zijn vele geallieerde toestellen neergehaald.